# Xenoschesis crassicornis
Xenoschesis crassicornis är en stekelart som beskrevs av Tohru Uchida 1928. Xenoschesis crassicornis ingår i släktet Xenoschesis och familjen brokparasitsteklar. Inga underarter finns listade i Catalogue of Life.